# Diospyros thomasii
Diospyros thomasii là một loài thực vật có hoa trong họ Thị. Loài này được Hutch. & Dalziel mô tả khoa học đầu tiên năm 1931.